# حقل الواحة
حقل الواحة هو حقل نفطي يقع في حوض سرت الليبي  تملكه شركة الواحة للنفط (WOC)، وهي شركة تابعة للمؤسسة الوطنية للنفط (NOC). وخلال عام 2006، أنتجت حقول الواحة حوالي 350,000 برميل (56,000 م3) يوميًا. بانخفاض من حوالي 1 مليون برميل يوميًا (160,000 م3/ي) في عام 1969 و400,000 برميل/يوم (64,000 م3/ي) في عام 1986.
ومع ذلك، تتوقع شركة الواحة للنفط زيادة إنتاج الواحة بحوالي 200,000 برميل/اليوم (32,000 متر مكعب/اليوم) على مدى العامين المقبلين. وفي عام 2005، توصلت شركة كونوكو فيليبس والشركات المشاركة إلى اتفاق مع المؤسسة الوطنية للنفط للعودة إلى عملياتها في ليبيا وتمديد امتياز الواحة لمدة 25 عامًا أخرى.
وتقوم شركة كونوكو فيليبس بتشغيل حقول الواحة بحصة تبلغ 16.33% في المشروع. وتمتلك المؤسسة الوطنية للنفط الحصة الأكبر من امتياز الواحة بنسبة 59.17%، ومن الشركاء الإضافيين شركة ماراثون أويل (16.33%)، ومؤسسة هس (8.17%). وسيطر جنود تنظيم داعش على حقل الواحة النفطي في 5 مارس/آذار 2015 ، ولكن تمت استعادته منذ ذلك الحين.

## روابط خارجية
- وزارة المالية الليبية